# Wikipedia perskojęzyczna
Wikipedia perskojęzyczna (ویکی‌پدیای فارسی) – edycja językowa Wikipedii prowadzona w języku perskim.
Założona została w styczniu 2004 roku. 16 grudnia 2004 roku przekroczyła granicę 1 tys. artykułów, a 18 lutego 2006 granicę 10 tys. artykułów. 29 października 2008 roku przekroczyła kamień milowy 50 tys. artykułów, co dawało jej 36. pozycję wśród wszystkich edycji. Na styczeń 2013, w ciągu miesiąca na perskiej Wikipedii było 50 tys. nowych artykułów. W dniu 19 lutego 2013 osiągnęła 300 tys. artykułów, co dawało jej 18. miejsce wśród wszystkich edycji językowych Wikipedii pod względem liczby artykułów. Na perskiej Wikipedii znajduje się obecnie ponad 810 tys. artykułów, co czyni ją 18. największą wersją językową Wikipedii pod względem liczby artykułów.
W języku perskim wyrażenie "Wikipedia, wolna encyklopedia" brzmi: "ویکی‌پدیا، دانشنامهٔ آزاد" (Vikipedia, Daneshname-ye Azad).